# Mythlore
Mythlore est un journal semestriel publié par la Mythopoeic Society. Il publie sur les mythes et la fantasy en général, mais traite particulièrement des trois principaux membres du Inklings : J. R. R. Tolkien, C. S. Lewis et Charles Williams.

## Historique
Mythlore est créé en janvier 1969 par Glen GoodKnight, fondateur de la Mythopoeic Society. Les premiers numéros sont des fanzines de science-fiction. Il est alors vendu à 3,5 $, à un rythme irrégulier, qui se stabilise progressivement. La publication se dote d’un comité de lecture au numéro 59 paru en 1989.
Elle devient une revue universitaire au numéro 85 (hiver 1999), lorsque le Dr. Theodore Sherman de la Middle Tennessee State University en prend la direction. Le format évolue, et le prix passe à 6 $, puis à 15 $ en 2004. Le directeur de publication actuel est Janet Brennan Croft.